# 23 janvier en sport
23 décembre 23 février
Chronologies thématiques
- Croisades
- Ferroviaires
- Disney

Le 23 janvier (23e jour de l'année) en sport.

## Événements

### XXesièclede1951à2000
- 1972 :
  - (Formule 1) : Grand Prix automobile d'Argentine.
- 1975 :
  - (Rallye automobile) : arrivée du Rallye Monte-Carlo.
- 1977 :
  - (Formule 1) : Grand Prix automobile du Brésil.
- 1982 :
  - (Formule 1) : Alain Prost remporte le premier grand prix de la saison en Afrique du Sud sur Renault.
- 1983 :
  - (Tennis) : après avoir gagné 77 titres en « Simple Messieurs » (voir Records divers depuis les débuts du tennis), dont 61 enregistrés par l'ATP, usé par un style exigeant, Björn Borg, à 26 ans, annonce sa retraite.
- 1984 :
  - (Cyclisme) : Francesco Moser, cycliste, bat le record du monde de l'heure avec 51,151 km.
- 1988 :
  - (Tennis) : Steffi Graf bat Chris Evert en finale de l'Open d'Australie.

### XXIesiècle
- 2001 :
  - (Sport automobile) : pour la première fois, une femme, l'allemande Jutta Kleinschmidt, sur Mitsubishi, remporte le 23e rallye Paris-Dakar.
- 2002 :
  - (Natation) : le nageur américain Ed Moses bat le record du monde du 100 m brasse en petit bassin, à Stockholm, en 57 s 47/100.
- 2016 :
  - (Water-polo /Championnat d'Europe masculin) : l'équipe de Serbie remporte pour la 7e fois le Championnat d'Europe de water-polo masculin[1].
- 2023 :
  - (Patinage artistique /Championnats d'Europe) : début de la 114e édition des championnats d'Europe de patinage artistique qui se déroulent à la Metro Areena d'Espoo en Finlande jusqu'au 29 janvier 2023.

## Naissances

### XIXesiècle
- 1870 :
  - William G. Morgan, inventeur et pédagogue américain. Inventeur du volley-ball. († 27 décembre 1942).
- 1878 :
  - Adolphe Lecours, entraîneur de hockey sur glace canadien. († 6 juillet 1955).
- 1883 :
  - Gaston Lane, joueur de rugby à XV français. (16 sélections en équipe de France). († 23 septembre 1914).
- 1884 :
  - Richard Verderber, fleurettiste et sabreur autrichien. Médaillé d'argent du sabre par équipes et de bronze du fleuret individuel aux Jeux de Stockholm 1912. († 8 septembre 1955).
- 1899 :
  - Glen Kidston, pilote de courses automobile britannique. Vainqueur des 24 Heures du Mans 1930. († 5 mai 1931).

### XXesièclede1901à1950
- 1902 :
  - Josef Silný, footballeur puis entraîneur tchécoslovaque. (50 sélections en équipe de Tchécoslovaquie). († 15 mai 1981).
- 1905 :
  - Erich Borchmeyer, athlète de sprint allemand. Médaillé d'argent du relais 4 × 100 m aux Jeux de Los Angeles 1932 puis médaillé de bronze du relais 4 × 100 m aux Jeux de Berlin 1936. Champion d'Europe d'athlétisme du relais 4 × 100 m 1934. († 17 août 2000).
- 1912 :
  - Georgia Coleman, plongeuse américaine. Médaillée de bronze du tremplin à 3 m et d'argent du haut-vol aux Jeux d'Amsterdam 1928 puis championne olympique du tremplin à 3 m et médaillée d'argent du haut-vol aux Jeux de Los Angeles 1932. († 14 septembre 1940).
- 1913 :
  - Herbert Runge, boxeur allemand. Champion olympique des +79,4 aux Jeux de Berlin 1936. († 11 mars 1986).
- 1915 :
  - Herma Bauma, athlète de lancers autrichienne. Championne olympique du javelot aux Jeux de Londres 1948. († 9 février 2003).
- 1919 :
  - Jan Derksen, cycliste sur piste néerlandais. Champion du monde de cyclisme sur piste de la vitesse amateur 1939, Champion du monde de cyclisme sur piste de la vitesse sur piste 1946 et 1957. († 22 mai 2011).
  - Bob Paisley, footballeur puis entraîneur anglais. Vainqueur des Coupe des clubs champions 1977, 1978 et 1981. († 14 février 1996).
- 1920 :
  - Henry Eriksson, athlète de demi-fond suédois. Champion olympique du 1 500 m aux Jeux de Londres 1948. († 8 janvier 2000).
- 1923 :
  - Horace Ashenfelter, athlète de steeple et de fond américain. Champion olympique du 3 000 m steeple aux Jeux d'Helsinki 1952. († 6 janvier 2018).
- 1928 :
  - Chico Carrasquel, joueur de baseball vénézuélien. († 26 mars 2005).
  - Eugenio Monti, pilote de bobsleigh à deux et à quatre italien. Médaillé d'argent en bob à deux et à quatre aux Jeux de Cortina d'Ampezzo 1956, médaillé de bronze en bob à deux et à quatre aux Jeux d'Innsbruck 1964 et champion olympique en bob à deux et à quatre aux Jeux de Grenoble 1968. Champion du monde de bobsleigh à deux 1957, 1958, 1959, 1963 et 1966 puis Champion du monde de bob à deux et quatre 1960 et 1961. († 1er décembre 2003).
- 1931 :
  - Armand Desmet, cycliste sur route belge. († 17 novembre 2012).
  - Herbert Schultze, pilote de courses automobile allemand. († 12 juillet 1970).
- 1935 :
  - Michael Agostini, athlète de sprint trinidadien. († 12 mai 2016).
- 1940 :
  - Brian Labone, footballeur anglais. (26 sélections en équipe d'Angleterre). († 24 avril 2006).

### XXesièclede1951à2000
- 1951 :
  - Margaret Bailes, athlète de sprint américaine. Championne olympique du relais 4 × 100 m aux Jeux de Mexico 1968.
  - Michael Matz, cavalier de saut d'obstacles américain. Médaillé d'argent par équipes aux Jeux d'Atlanta 1996. Champion du monde de saut d'obstacles par équipes 1986.
- 1952 :
  - Frans Thijssen, footballeur puis entraîneur néerlandais. Vainqueur de la Coupe UEFA 1981. (14 sélections en équipe des Pays-Bas).
- 1958 :
  - Sergey Litvinov, athlète de lancers soviétique puis russe et enfin biélorusse. Médaillé d'argent du marteau aux Jeux de Moscou 1980 puis champion olympique aux Jeux de Séoul 1988. Champion du monde d'athlétisme 1983 et 1987. († 19 février 2018).
- 1960 :
  - Patrick de Gayardon, parachutiste français. († 13 avril 1998).
  - Eduardo Penido, navigateur brésilien. Champion olympique en 470 aux Jeux de Moscou 1980.
  - Jean-François Sauvé, hockeyeur sur glace canadien.
- 1961 :
  - Yelena Sinchukova, athlète de saut en longueur soviétique puis russe.
- 1966 :
  - Damien Hardman, surfeur australien.
  - Haywoode Workman, basketteur américain.
- 1968 :
  - Petr Korda, joueur de tennis tchécoslovaque puis tchèque. Vainqueur de l'Open d'Australie 1998.
- 1969 :
  - Brendan Shanahan, hockeyeur sur glace puis préfet de discipline canadien puis américain. Champion olympique aux Jeux de Salt Lake City 2002. Champion du monde de hockey sur glace 1994.
- 1973 :
  - Dee Caffari, navigatrice britannique.
- 1974 :
  - Joël Bouchard, hockeyeur sur glace canadien. Champion du monde de hockey sur glace 1997.
  - Bernard Diomède, footballeur français. Champion du monde de football 1998. (8 sélections en équipe de France).
- 1979 :
  - Larry Hughes, basketteur américain.
- 1980 :
  - Yekaterina Rozenberg, athlète de demi-fond russe.
- 1981 :
  - Jean-Jacques Pierre, footballeur haïtien. (56 sélections en équipe d'Haïti).
- 1982 :
  - Karol Bielecki, handballeur polonais. Vainqueur de la Coupe EHF 2007 et de la Ligue des champions masculine 2016. (255 sélections en équipe de Pologne).
  - Jonathan Bomarito, pilote de courses automobile d'endurance américain.
- 1983 :
  - Éloge Enza-Yamissi, footballeur franco-centrafricain. (27 sélections avec l'équipe de République centrafricaine).
  - Didier Ovono Ebang, footballeur gabonais. (112 sélections en équipe du Gabon).
- 1984 :
  - Robbie Farah, joueur de rugby à XIII libano-australien. Champion du monde de rugby à XIII 2013. Vainqueur des tournois des Quatre Nations 2009 et 2011. (7 sélections avec l'équipe d'Australie et 1 avec l'équipe du Liban).
  - Arjen Robben, footballeur néerlandais. Vainqueur de la Ligue des champions 2013. (96 sélections en équipe des Pays-Bas).
- 1986 :
  - Pablo Andújar, joueur de tennis espagnol.
  - Gelete Burka, athlète de demi-fond et de fond éthiopienne. Championne du monde de cross-country court 2006. Championne d'Afrique d'athlétisme du 1 500 m 2008.
  - José Enrique Sánchez, footballeur espagnol.
- 1987 :
  - Abdullah Al-Mayouf, footballeur saoudien. Vainqueur de la Coupe du golfe des clubs champions 2008. (12 sélections en équipe d'Arabie saoudite).
  - Louisa Nécib, footballeuse française. Victorieuse des Ligue des champions féminine 2011, 2012 et Ligue des champions féminine de l'UEFA 2015-2016. (144 sélections en équipe de France).
- 1988 :
  - T. J. Campbell, basketteur américain. Vainqueur de l'EuroChallenge 2015.
  - Samson Idiata, athlète de saut nigérian.
- 1989 :
  - Matt Howard, basketteur américain.
- 1990 :
  - Kevin Gourdon, joueur de rugby à XV français. (19 sélections en équipe de France).
  - Bianca Schmidt, footballeuse allemande. Championne d'Europe de football féminin 2009 et 2013. Victorieuse des Ligue des champions féminine 2010. (51 sélections en équipe d'Allemagne).
- 1992 :
  - Jennifer Hamson, basketteuse et volleyeuse américaine.
  - Yeni Ngbakoto, footballeur franco-congolais. (3 sélections avec l'équipe de République démocratique du Congo).
- 1993 :
  - Rafał Kurzawa, footballeur polonais. (7 sélections en équipe de Pologne).
  - Yaya Sanogo, footballeur franco-ivoirien.
- 1994 :
  - Jaylen Barford, basketteur américain.
  - Wesley Jobello, footballeur français.
  - Merhawi Kudus, cycliste sur route érythréen. Champion d'Afrique de cyclisme sur route par équipes 2015.
  - Kadri Moendadze, basketteur français.
- 1995 :
  - Manon Bernard, volleyeuse française. (72 sélections en équipe de France).
  - Marius Høibråten, footballeur norvégien.
  - Wang Shuang, footballeuse chinoise. (118 sélections en équipe de Chine).
- 1996 :
  - Keita Bates-Diop, basketteur américain.
  - Justin Bibbins, basketteur américain.
- 1997 :
  - Steven Da Costa, karatéka français. Champion d'Europe de karaté en kumite des moins de 67 kg 2016.
  - Gudaf Tsegay, athlète de demi-fond éthiopienne.
- 1998 :
  - Ibrahim Diallo, joueur de rugby à XV français. Champion du monde junior de rugby à XV 2018. (2 sélections en équipe de France de rugby à XV).
- 1999 :
  - Alban Lafont, footballeur franco-burkinabé.
  - Tymoteusz Puchacz, footballeur polonais. (12 sélections en équipe de Pologne).
  - Malang Sarr, footballeur franco-sénégalais.

### XXIesiècle
- 2001 :
  - Olga Danilović, joueuse de tennis serbe.
  - Marine Fauthoux, basketteuse française. Médaillée de bronze aux Jeux de Tokyo 2020. Médaillée d'argent à l'euro 2019 et de bronze celui de 2023. (58 sélections en équipe de France).
- 2007 :
  - Allan Oyirwoth, footballeur ougandais.

## Décès

### XXesièclede1901à1950
- 1913 :
  - Frederick Holman, 29 ans, nageur britannique. Champion olympique du 200 m brasse aux Jeux de Londres 1908. (° Mars 1883).
- 1933 :
  - Albertson Van Zo Post, 66 ans, escrimeur complet américain et cubain. Champion olympique du bâton individuel et du fleuret par équipes, médaillé d'argent du fleuret individuel puis médaillé de bronze de l'épée individuelle et du sabre individuel aux Jeux de Saint-Louis 1904. (° 28 juillet 1866).
- 1939 :
  - Matthias Sindelar, 36 ans, footballeur puis entraîneur autrichien. (43 sélections en équipe d'Autriche). (° 10 février 1903).
- 1946 :
  - Karl Pekarna, 64 ans, footballeur puis entraîneur autrichien. (2 sélections en équipe d'Autriche). (° 7 juillet 1881).

### XXesièclede1951à2000
- 1967 :
  - Holcombe Ward, 88 ans, joueur de tennis américain. Vainqueur de US Open 1904 puis des Coupe Davis 1900 et 1902. (° 23 novembre 1878).
- 1980 :
  - André Dubonnet, 82 ans, pilote de courses automobile, aviateur, bobeur puis industriel français. (° 28 juin 1897).

### XXIesiècle
- 2004 :
  - Lennart Strand, 82 ans, athlète de demi-fond suédois. Médaillé d'argent du 1 500 m aux Jeux de Londres 1948. Champion d'Europe d'athlétisme du 1 500 m 1946. (° 13 juin 1921).
- 2008 :
  - Stein Rønning, 42 ans, karatéka norvégien. Champion du monde de karaté en kumite moins de 60 kg 1990. Champion d'Europe de karaté kumite en moins de 60 kg 1985 et 1988, champion d'Europe de karaté kumite en moins de 65 kg 1993. (° 28 mai 1965).
- 2013 :
  - Jacques Grimonpon, 87 ans, footballeur français. (° 30 juillet 1925).
- 2015 :
  - Ernie Banks, 83 ans, joueur de baseball américain. (° 31 janvier 1931).
- 2024 :
  - Jean Petit, 74 ans, Joueur puis entraîneur français de football. (° 25 septembre 1949).